# 1865 en musique
| \| • Retour à la chronologie générale de la musique populaire • \| |
| XXIe siècle • XXe siècle • XIXe siècle • XVIIIe siècle XVIIe siècle • XVIe siècle • XVe siècle • XIVe siècle XIIIe siècle • XIIe siècle • XIe siècle • Xe siècle IXe siècle • VIIIe siècle • Haut Moyen Âge • Rome • Grèce |
| • Retour à la chronologie générale de la musique populaire • |

| • Retour à la chronologie générale de la musique populaire • |

| Années de la musique populaire : 1862 - 1863 - 1864 - 1865 - 1866 - 1867 - 1868    |
| Décennies de la musique populaire : 1830 - 1840 - 1850 - 1860 - 1870 - 1880 - 1890 |

## Événements et œuvres
- 3 février : inauguration à Paris du Bataclan, café-concert d'architecture chinoise, sous le nom de Le Grand Café Chinois-Théâtre Ba-ta-clan.

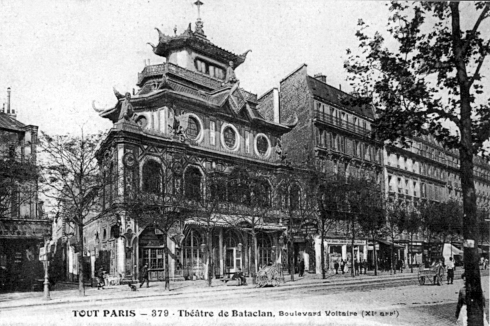
Le Bataclan vers 1900.

- Disparition du café-concert du Géant à Paris boulevard du Temple[1].
- Les mémoires de la chanteuse Thérésa[2], écrits avec les journalistes Henri Rochefort, Ernest Blum et Albert Wolff, se vendent à plus de 60 000 exemplaires en quelques mois[3].
- Marching Through Georgia (Marchant à travers la Géorgie), marche écrite par Henry Clay Work, en référence à la marche vers la mer du major-général américain William Sherman, entreprise l'année précédente pendant la Guerre de Sécession.
- Création du troisième Caveau lyonnais, une goguette à Lyon.
- La Canaille, chant révolutionnaire français, d'abord appelé La Chanson des gueux, paroles d'Alexis Bouvier, musique de Joseph Darcier.
- Tony Pastor ouvre son premier Opera House sur le Bowery à New York.
- Création de Reuge à Sainte-Croix en Suisse, entreprise fabriquant des montres de poches munies d'une boîte à musique et des oiseaux chanteurs mécaniques.

- Date précise inconnue :
  - avant 1865 : Sometimes I Feel Like a Motherless Child negro spiritual composé aux États-Unis.

## Publications
- Jérôme Bujeaud, Chants et chansons populaires des provinces de l'Ouest, Poitou, Saintonge, Aunis et Angoumois, avec les airs originaux, Niort, L. Clouzot, 2 vol.[4].
- Émile Carré, Chansons militaires choisies : recueil de chansons, chansonnettes et scènes comiques, Paris, A. Huré, 47 p.[5].

## Naissances
- 20 janvier ; Yvette Guilbert, chanteuse française du café-concert, morte en 1944.
- 12 mai : Eduardo di Capua, chanteur et auteur-compositeur italien, auteur de la musique de la chanson 'O sole mio († 3 octobre 1917).
- 14 juillet : Odette Dulac, artiste lyrique, chansonnière à Montmartre et femme de lettres française († 3 novembre 1939).
- 11 août : Hannah Chaplin, actrice et chanteuse de music-hall, morte en 1928.

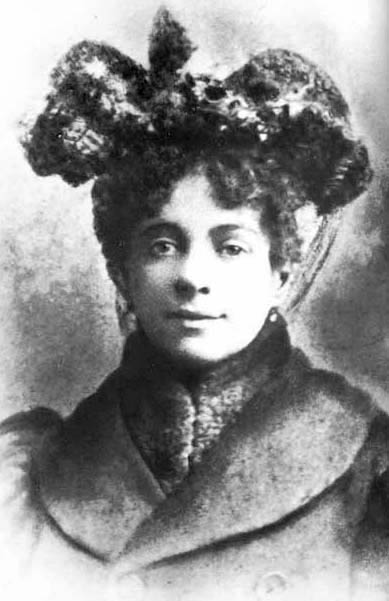
Hannah Chaplin